# مات تورنر
مات تورنر (بالإنجليزية: Matt Turner)‏ هو لاعب كرة قاعدة أمريكي، ولد في 18 فبراير 1967 في ليكسينغتون في الولايات المتحدة، وتوفي في 27 يناير 2019.

## وصلات خارجية
- مات تورنر على موقعبيزبول رفرنس.كوم (الدوري الرئيسي) (الإنجليزية)
- مات تورنر على موقعبيزبول رفرنس.كوم (الدوري الثانوي) (الإنجليزية)